# Перетягивание каната на летних Олимпийских играх 1912

Соревнования по перетягиванию каната на летних Олимпийских играх 1912 года должны были состоять из 10 матчей, но так как из пяти заявленных команд явилось лишь две, то состоялся лишь один матч.

## Ход состязаний
На соревнования по перетягиванию каната подали заявки команды Австрии, Богемии, Великобритании, Люксембурга и Швеции, и организаторы планировали проведение десяти матчей. Однако в итоге явились лишь команды Великобритании (команда Лондонской полиции — чемпионы прошлых Олимпийских игр) и Швеции (команда Стокгольмской полиции). Победителем матча между ними должна была стать та команда, которая выиграет в двух раундах из трёх.
Соревнования прошли 8 июля 1912 года. В первом раунде шведская команда постепенно перетянула британскую команду через центральную отметку. После пятиминутного перерыва начался второй раунд, в котором долгое время ни одной команде не удавалось добиться преимущества. В итоге пара представителей британской команды, полностью лишившись сил, села на землю, после чего они были дисквалифицированы, и победа была присуждена шведам.

## Медалисты
| Дисциплина                        | Золото | Серебро | Бронза          |
| --------------------------------- | --- | --- | --------------- |
| Перетягивание каната среди мужчин | ШвецияАрвид Андерссон · Адольф Бергман · Юхан Эдман · Эрик Альгот Фредрикссон · Карл Юнссон · Эрик Ларссон · Август Густафссон · Херберт Линдстрём | Великобритания Джон Сьюэлл · Джон Шеферд · Джозеф Доулер · Александр Манро · Эдвин Миллс · Фредерик Хемфрис · Матиас Хайнс · Уолтер Чефф | не присуждалась |